# إدارة الأمم المتحدة الانتقالية في تيمور الشرقية
إدارة الأمم المتحدة الانتقالية في تيمور الشرقية (UNTAET) وفرت إدارة مدنية مؤقتة وبعثة حفظ سلام في إقليم تيمور الشرقية، منذ إنشاءها في 25 أكتوبر 1999، حتى استقلالها في 20 مايو 2002، بعد نتيجة الاستفتاء الخاص باستقلال تيمور الشرقية. أنشأ قرار مجلس الأمن رقم 1272 إدارة انتقالية في عام 1999، وشملت مسؤولياتها توفير قوة لحظ السلام وللحفاظ على الأمن والنظام؛ تيسير وتنسيق المساعدة الغوثية إلى التموريين الشرقيين؛ تسهيل إعادة التأهيل الطارئة للبنية التحتية المادية. إدارة تيمور الشرقية وإنشاء هياكل للحكم المستدام وسيادة القانون؛ والمساعدة في صياغة دستور جديد وإجراء انتخابات. وقد قادها البرازيلي سيرجيو فييرا دي ميلو (الممثل الخاص للأمين العام لدى تيمور الشرقية) والفريق الفلبيني خايمي دي لوس سانتوس (القائد الأعلى لقوة الأمم المتحدة لحفظ السلام).

## كتابات أخرى
- Goldstone، Anthony (2004). "UNTAET with Hindsight: The Peculiarities of Politics in an Incomplete State". Global Governance: 83–98.
- Martin، Ian؛ Alexander Mayer-Rieckh (Spring 2005). "The United Nations and East Timor: From Self-Determination to State-Building". International Peacekeeping. ج. 12 ع. 1: 125–145. DOI:10.1080/1353331042000286595.